# Lhieb
Lhieb is een bestuurslaag in het regentschap Aceh Besar van de provincie Atjeh, Indonesië. Lhieb telt 657 inwoners (volkstelling 2010).